# Djupsjöbacka
Djupsjöbacka är en by i Terjärv (finska: Teerijärvi), en tätort och kommundel i Kronoby kommun, Österbotten, Finland.
Djupsjöbacka ligger på östra stranden av Djupsjön. Byn hade en egen skola ända till 2014.
På Djupsjöbacka har det sen gammalt funnits en kvarnindustri. Det fanns vid sekelskiftet två mjölkvarnar, vilka anlitades av bönder långt utanför byns gränser. Vid Långbacka-forsen en kilometer västvart fanns det en tredje mjölkvarn. Mot slutet av 1800-talet byggdes det dessutom en sågkvarn på Djupsjöbacka. Sågverket drevs med vattenkraft från en kanal, som man grävt från Djupsjön till åmynningen nära Kortjärvi sjö.
En viktig del av Djupsjöbacka är också gårdsgrupperna, Långbacka, Sandvik och Grannabba.

## Hemmanen på Djupsjöbacka[1]

### Kortjärvi Hemman Grannas
Nybyggaren Lars Andersson Kortjärvi (1749–1808) kom med sin hustru Magdalena Andersdotter Widjeskog (1748–1790) från Kortjärvi och påbörjade nybygget på Djupsjöbacka Grannas. I oktober 1791 förrättades syn på en ny gårdstomt på marken öster om Djupsjön samt åker där nedanför såväl som på västra sidan av sjön, och även till äng utanför deras gamla äng vi Stornäselandet. Magdalena Andersdotter dog tidigt och Lars Andersson gifte om sig 1792 med Anna Eriksdotter Rauma (1767–1823) från Kaustby. Lars Andersson och Anna Eriksdotter överlåter hemmanet med ett gåvobrev den 29.5.1793 till bröderna Anders Larsson och Matts Larsson med förbehåll om utlösen till syskonen, Anders blev bonde och Matts torpare på hemmanet. Bröderna sökte lagfart för hemmanet.

### Björklund hemman
Jacob Mattson Björklund flyttade med sin familj från Bodbacka i Kortjärvi och började uppbyggnaden av hemmanet. Vistelsen på Junnas blev kort, Jacob Mattson med familj samt hans föräldrar flyttade till Rytiniemi i Öfvervetil redan 1811. Ungkarlen Johan Hansson Djupsjöbacka (1786–1869) blev ny bonde på Junnas, Johan Hansson flyttade från Sandvik med sin syster Brita Hansdotter och modern, änkan Anna Mårtensdotter, till Jonnas och fortsatte nybyggararbetet.

### Ahlsved hemman
Hemmanet Alisvidja eller Ahlsveds bonde Matts Mattsson Ahlsved (1750–1810) kom från Ahlsved hemman i Kortjärvi. Matts Mattsson 
Ahlsveds släkt fortsatte med nybyggarvärvet.

### Torpen på Djupsjöbacka
På Djupsjöbacka har endast funnits två torp, det första på Brantbacka som efter en tid återgick till stomlägenheten och det senare på Djupsjöbacka, det finns ännu grunderna bevarade av båda torpen.

## Kvarnarna på Djupsjöbacka

### "Storkvärnä"[2]

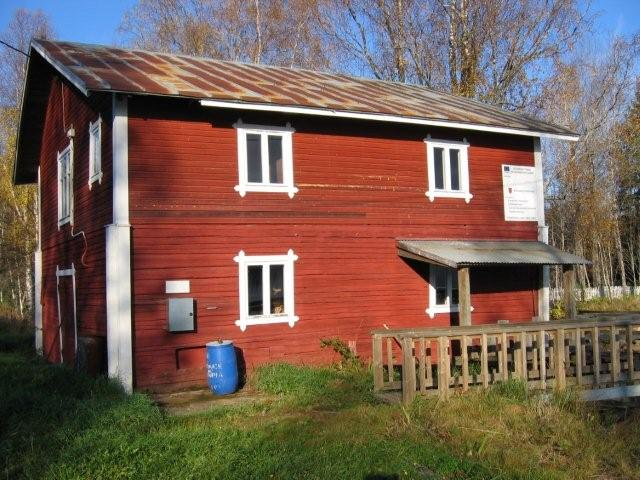
Kvarnen vid Grundforsen.

Storkvarnen har sedan urminnes tider funnits i Skytteforsen, kvarnen byggdes 1786 som "husbehofsmjöjqvarn" på Ahlsved hemman men har nu blivit förstörd. Kvarnen ombyggdes 1862 som tullmjölkvarn med två par stenar, kvarnen fanns i Skytteforsen inom Grannabba hemmans område, mjölnare på kvarnen var bland annat Matts Mattsson Keurkarl eller mjölnarsmatt som samtidigt var torpare på Grannashemmanet. Skytteforskvarnen eller "Storkvärnä" ägdes av bönderna i Skytte och Sandvik, verksamheten upphörde 1910 då Evijärvivägen byggdes och bolaget sålde kvarnväggarna, spiror, golv och stenfoten till det nybildade Grundfors kvarnbolag, med de flesta av de gamla ägarna.

### Nykvärnbolaget vid Grundfors
Några bönder beslöt att bygga en ny kvarn vid Djupsjöns utlopp vid Grundforsen, eller på sin nuvarande plats. Kvarnhemmanet Dalvik Nr 10 bildades ursprungligen vid storskiftet och antecknades i Jordboken 1905. Vasa läns guvernör beviljade 18.4.1913 ägaren till hemmanet Alfred Dahlvik rätt att anlägga ett vattenkraftverk i Grundforsen.

### Grundfors kvarn
Det gamla Storkvärnshuset flyttades till Grundfors och upptimrades bredvid Nykvärnen som stall till kvarnkuskarnas hästar. Stallbyggnaden finns ännu kvar på sin ursprungliga plats.
Joel Granvik berättar; Grunfors kvarn på den tiden en mycket bristfällig och rucklig liten bykvarn med ett stort vattenhjul, två par hemgjorda stenar och mycket råttor. Far, som ägde ganska stor del i kvarnen, brukade ofta vara där och mala, icke blott för eget behov utan även åt andra. Det var en smula kusligt men ändå intressant att ligga under långa höstnätter i den lilla kvarnkammaren. Hela kammaren med den lilla spisen och halmbritsarna skakade och vatten från det stora kvarnhjulet plaskade mot golvet, ty kammaren var i övre våningen. Ungefär en halv km högre upp i ån fanns en annan kvarn, som kallades storkvarnen, men den var i sämre skick och vid en sämre fors. Storkvarnen revs när den nya landsvägen till Kaustby byggdes omkring 1910.

### Elverket
En ny vattenturbin anskaffades och kvarnen moderniserades med två stenpar. Några år senare (1921) inköptes en el-generator och elledningar byggdes via Sandvik till Högnabba, Låtas och Emas, något år senare drogs en elledning till Djupsjöbacka och Kortjärvi. I samband med installationen av generatorn byggdes en tillbyggnad nedströms kvarnen. Grundfors kvarns elverk hade problem med vattenföringen vid Grundfors, sågen i Norra ändan av Djupsjön hade bättre förhållanden för vattendrift så generatorn samt annan behövlig utrustning nedmonterades och flyttades till sågen cirka 1933 och elproduktionen från sågen påbörjades.

### Ahlbäcks kvarn och elektricitetsverk
Kvarnen såldes till Sandkulla Kvarn Andelslag & Elektricitetsverk 1.8.1949 som fortsatte driften något årtionde. I samband med köpet bildades nuvarande kvarnlägenhet Grundfors R.no 10:3. Bolaget utförde vissa reparationer och förbättringar. Kanalen nedanför kvarnen grävdes och fördjupades med en eldriven grävmaskin. Forséns köpte Grundfors kvarn och forsrättigheter 31.3.1988. Numera är kvarnen iståndsatt av byborna och miljödistriktet har med EU-medel restaurerat och moderniserat dammen.

### Lasses kvärnä
Enligt uppgift övertog Lars Bodbacka år 1947 det som fanns kvar av Långbacka kvarn. Efter ett idogt sökande inom länet lyckades han till sist komma över en vattenturbin från Kaitfors i Nedervetil. Efter att denna placerats i "vattenlådan" och var klar för användning uppmonterades en  cirkelsåganläggning. Första sågningen, eller premiären, var  virket som skulle användas vid uppförandet av  kvarnbyggnaden.
Lars Bodbacka levde på kvarnverksamhet och fiske. Han hade också en cirkelsåg som användes för sågning av bybornas stockar. Han hyvlade också pärtor vid sin pärthyvel. Vintertid färdades han från hemmet i Kortjärvi över sjön till sitt arbete vid kvarnen. Fanns det ledig tid från malandet satt han i mjölnarkammaren och band ryssjor. Han var en hängiven fiskare, fångade också bisamråttor. Han var känd som fångstman, och var en inbiten jägare med ekorre som specialitet.
Efterhand tillkom ett litet elverk för kvarnens behov, tvenne stampar som möjliggjorde malning åt både folk och fä.

## Sågen på Djupsjöbacka
Djupsjö Såg & Hyfleribolag

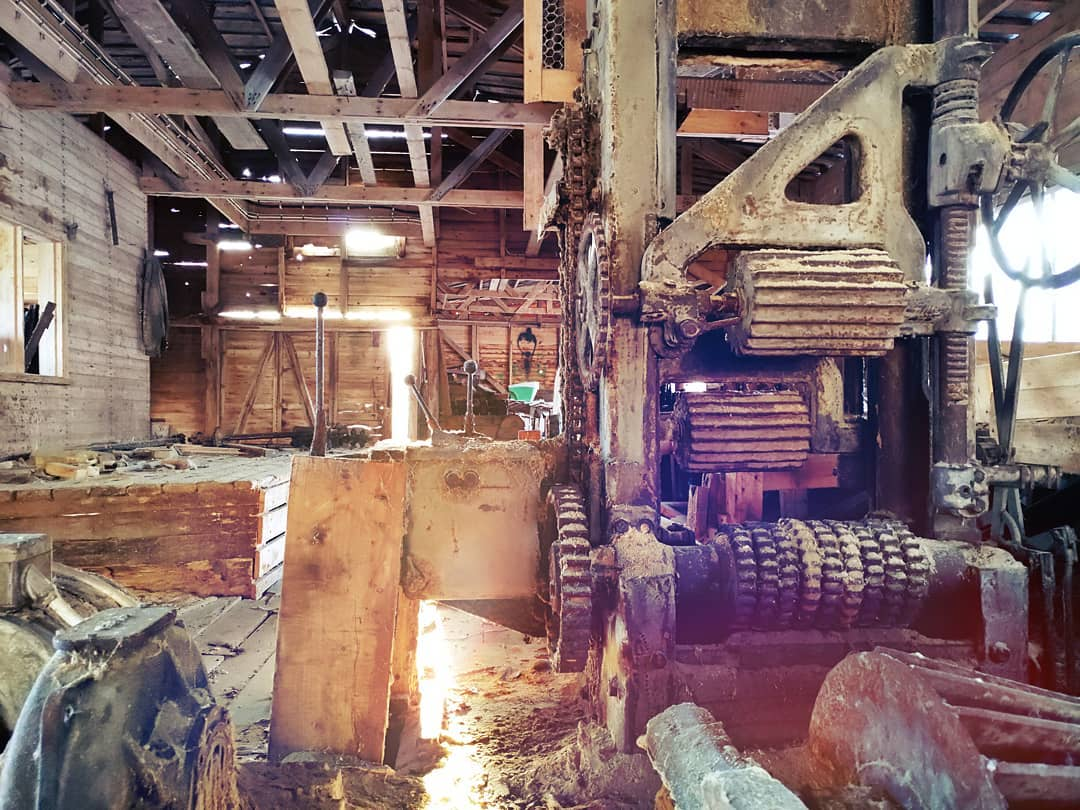
Forsen interiör

Sågbolaget grundades 1872, bolaget beslöt att gräva kanalen som skulle ge drivkraft åt ett vattenhjul som drev såginrättningen. 1907 moderniserades sågen med en ny vattenturbin och sågen moderniserades flera gånger. Djupsjö såg & hyfleribolag upphörde 1914 och ett nytt bolag med kommunalmannen Matts Leander Mattsson Forsén och några andra personer från byn bildade nytt bolag och drev verksamheten vidare. Sågen drevs tidvis med lokomobil som kraft då vattentillgången var begränsad. Bolaget ombildades ånyo år 1920 så att bröderna Matt Leander och Alexander Forsén bildade ett nytt bolag Bröder Forséns såg och fortsatte driften. Samarbetet mellan bröderna upphörde 1929 och Matts Leander Forsén sålde bolaget till sina söner Felix och Martin.

### Sågbrand den 18 oktober 1929
Sågen brann och förstördes totalt, en ny ram anskaffades och uppbyggnaden påbörjades, samtidigt förnyades turbinen och kanalen rensades och förstärktes. Brodern Martin avled av de skador han erhöll vid en olycka i samband med uppbyggnaden och Felix Forsén med sina yngre bröder drev bolaget vidare. Grundfors kvarns elverk hade problem med vattenföringen vid Grundfors, generatorn samt annan behövlig utrustning nedmonterades och flyttades till sågen cirka 1933 och elproduktionen påbörjades. Sågägaren Felix Forsén byggde ett nytt hem åt sin familj och flyttade in på hösten 1934. Bröderna tillverkade också kol av överskottsvirket.

### Brand den 4 april 1936
Sågbyggnaden förstördes i en brand den 4 april 1936. Fastän förödelsen var stor uppbyggdes sågverket på nytt och ett år senare påbörjades åter sågningen. Företaget utvidgade och 1938 byggde man ett snickeri för att kunna tillgodose efterfrågan på fönsterbågar och dörrkarmar, samt köksskåp och möblemang enligt kundernas önskemål och beställning. Bröderna Forséns såg upphörde och Felix Forsén blev ensamägare till verksamheten och ändrade firmanamnet till Djupsjöbacka Såg och Snickeri

### Ny brand igen 13 juni 1958
Sågen totalförstördes, men också denna gång bygges sågbyggnaden upp på nytt, och rörelsen utvidgades med ett nytt hyvleri en bit från sågen. Gamla sågen utvidgades 1971 och försågs med ytterligare en begagnad sågram.

### Forséns kommanditbolag 1973
Felix söner Nils-Johan och Kaj övertog rörelsen 1973
- 1975 byggdes en ny modern torkanläggning
- 1979 torkanläggningen förstorades.
- 1980 en helt ny såganläggning bygges en bit från den gamla sågen
- 1983 bygges en ny lagerhall med försäljningsutrymme
- 1988 Forséns köpte Grundfors kvarn och forsrättigheter
- 1990 ett helt modernt hyvleri med paketeringsutrymme bygges
- 1995 torkanläggningen utvidgades med en ny torklinje
- 2005 moderniserades och förstorades sågen samt en begagnad sorteringsanläggning togs i bruk

## Djupsjöbacka skola
Skolbygget påbörjades år 1900 då bönderna i Kortjärvi och Högnabba kommit överens med Terjärv kommunalstämma om placeringen på Djupsjöbacka. Byborna gjorde dagsverken så att skolhuset kunde färdigställas hösten 1901 och undervisning i skolan kunde påbörjas. Första året inskrevs 54 elever i klasserna 1 - 4. Genast från början var trängseln stor i skolsalen och redan år 1911 beslöts att skolan skulle få en tillbyggnad  för slöjd och gymnastik. Skolan levde trångt och då Småbönders fick nytt skolhus flyttades det gamla skolhuset därifrån och på så sätt uppstod lillklassen, samt kök och matsal i samma byggnad. Skolan grundrenoverades 1983.
Djupsjöbacka skola stängdes inför terminstarten 2015, och kommunen har sålt skolbyggnaden. Den nya ägaren har öppnat cateringtjänster i fastigheten som ska användas för "mindre bröllop och andra sammankomster".

## Butiken på Djupsjöbacka

### Butiken[4]
1918 återinflyttade Matts-Leander Ahlsved med tvenne barn från Evijärvi där han varit bosatt några år. De inredde ett hem åt sig i CarI-Viktor Djupsjöbackas framstuga. Matts-Leander hade länge fantiserat om byggandet av ett eget hem för sig och barnen. Inom hemmets väggar skulle enligt planerna utrymme finnas för en blivande handelsbod. Drömmarna blev småningom en realitet. Bostadsdelen stod inflyttningsklar och snart skulle butiksdörren vara öppen för kunderna inom  närområdet. Men av någon anledning beslöt Matts-Leander att avveckla sitt handelsföretag efter knappt tre års verksamhet.

### Nygrundad andelsaffär tar över.[5]
23 januari 1924 hölls ett möte i Djupsjöbacka folkskola. Mötet leddes av folkskolläraren Rudolf Pasen. Protokollet skrevs av Andelsförbundets konsulent Karl J. Slotte. Mötet hade sammankallats för att utröna om det förelåg intresse för bildandet av ett andelslag, benämnd Kortjarvi Adelshandel m.b.t. Ett absolut krav för vidare utredningar var att minst 20 personer skulle ansluta sig som medlemmar. Föreslagen handuppsträckning for medlemskap, gav ett betryggande svar för fortsatt utredning. Till en början skulle andelshandeln bedriva verksamhet i en öppen bod i Kortjärviby, (Djupsjöbacka) av Terjärv socken. För ändamålet hade handlanden Matts-Leander Ahlsveds affärsfastighet och varulager inköpts.
Medlemmarna i Kortjärvi by vill att andelshandeln skall bygga en filial åt dem. Terjärv Handelslag, understött av SOK var synnerligen aggressiva i sin uppvaktning om en förestående samgång mellan de bägge andelsföretagen i Terjärv. Det framkom vid underhandlingarna att Terjärv Handelslag var berett att tillmötesgå Kortjärvibornas krav om en butiksfilial ifall samgången skulle bli verklighet. Efter mycket käbbel och munhuggning undertecknades fusionsavtalet med verkställighet den 1 januari 1951. Undertecknare för Kortjarvi Andelshandel var dess styrelse: Matts-Leander Sandvik ordförande, Uno Ahlsved viceordförande. Felix Österbacka sekreterare, Hugo Långbacka, Vilhelm Bodbacka, Henry Ahlsved och Rainer Djupsjöbacka.

## Sjöarna i Djupsjöbacka[6]
- Djupsjön
- Lilla Långvekan
- Långvekasjön
- Sandviksjön
- Tvärasjön
- Bjondalssjön

## Gamla och nya bilder från Djupsjöbacka[7]

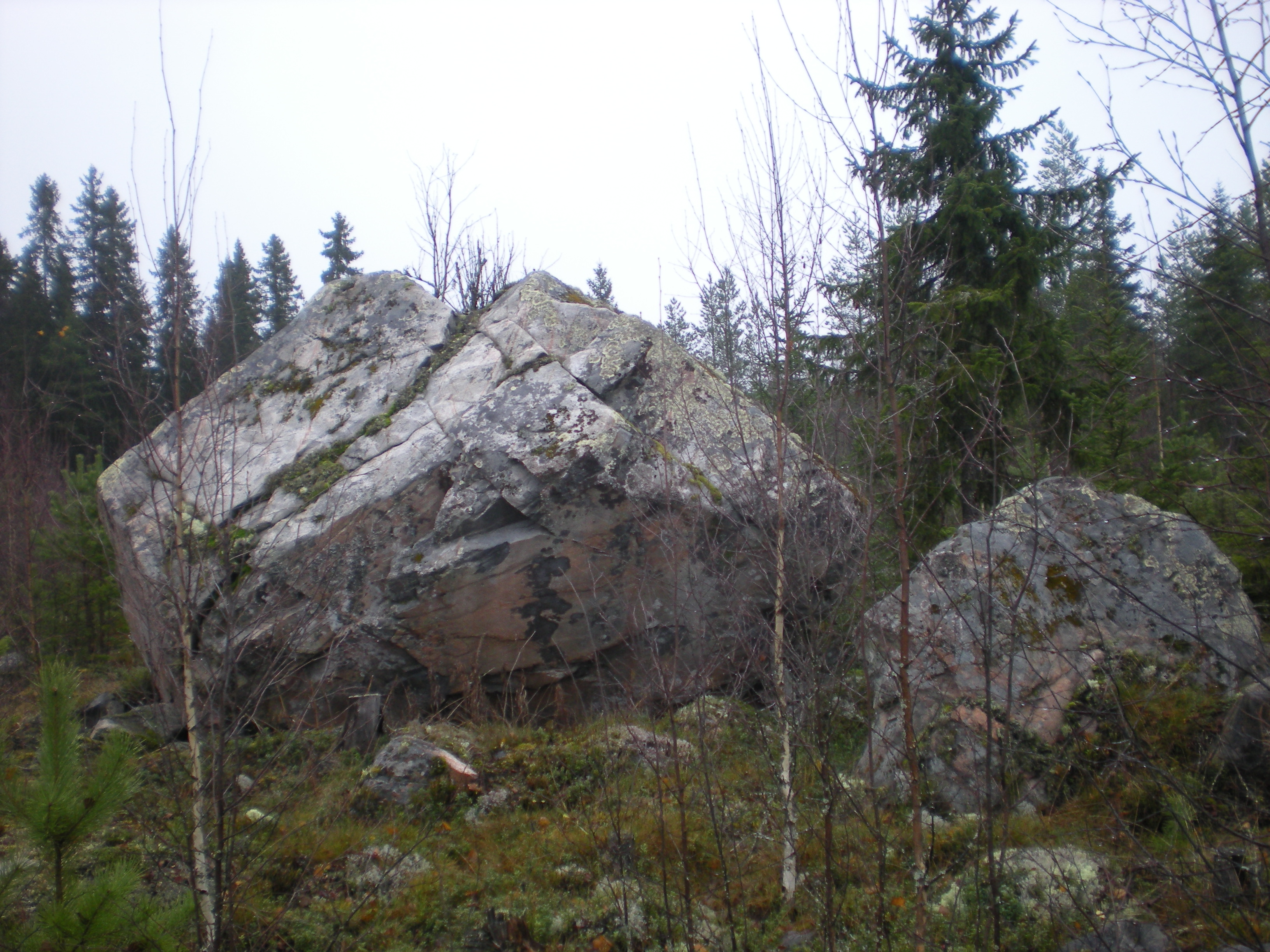
Flyttblocket 'Varisten' i Gingerlamp
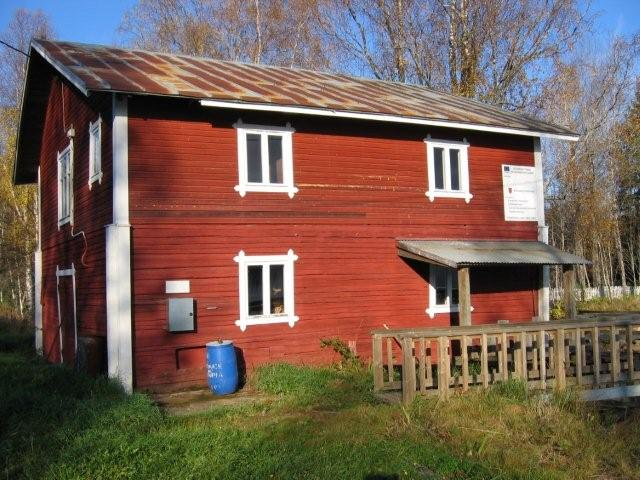
Grunfors kvarn
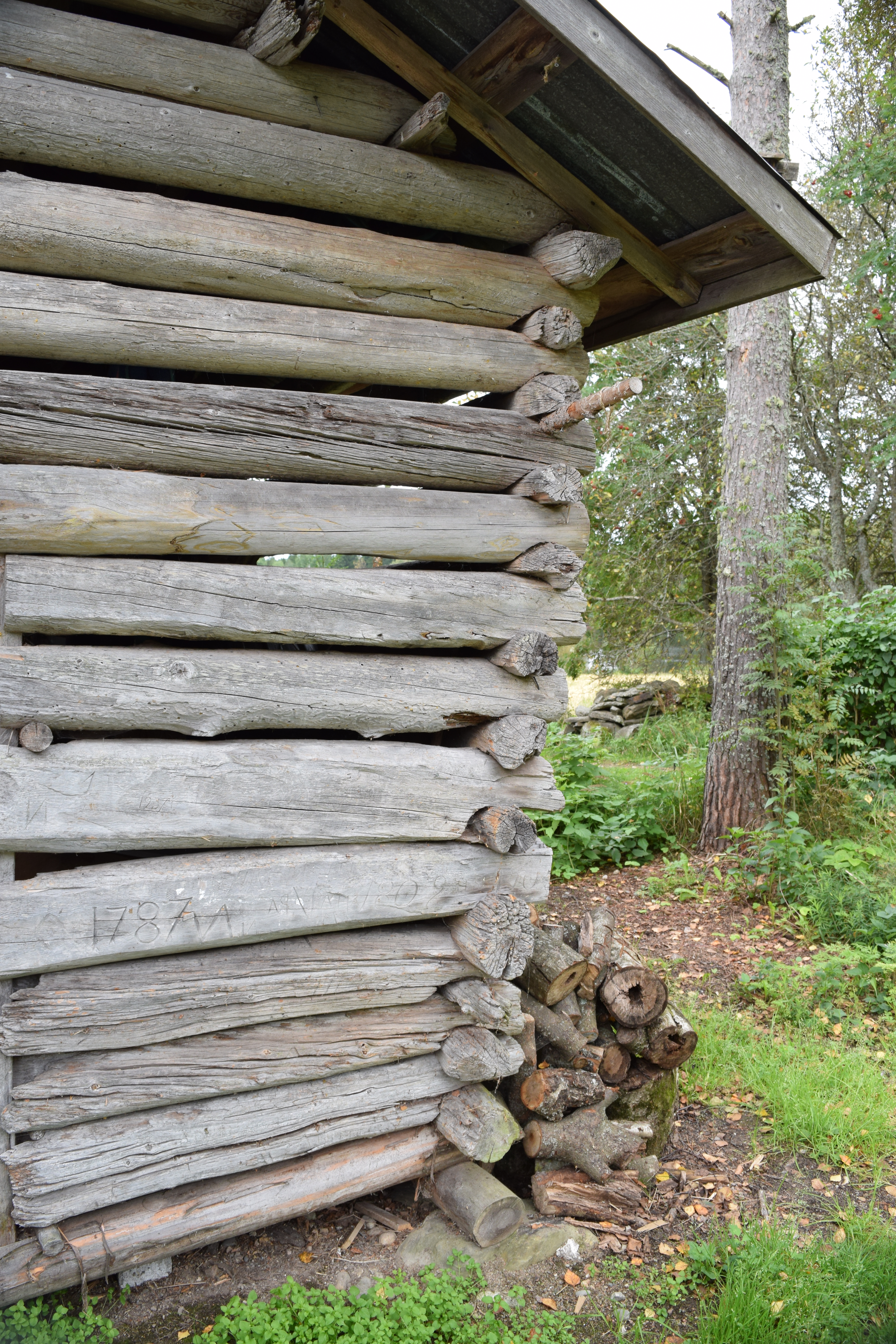
Lada med stockar från 1787
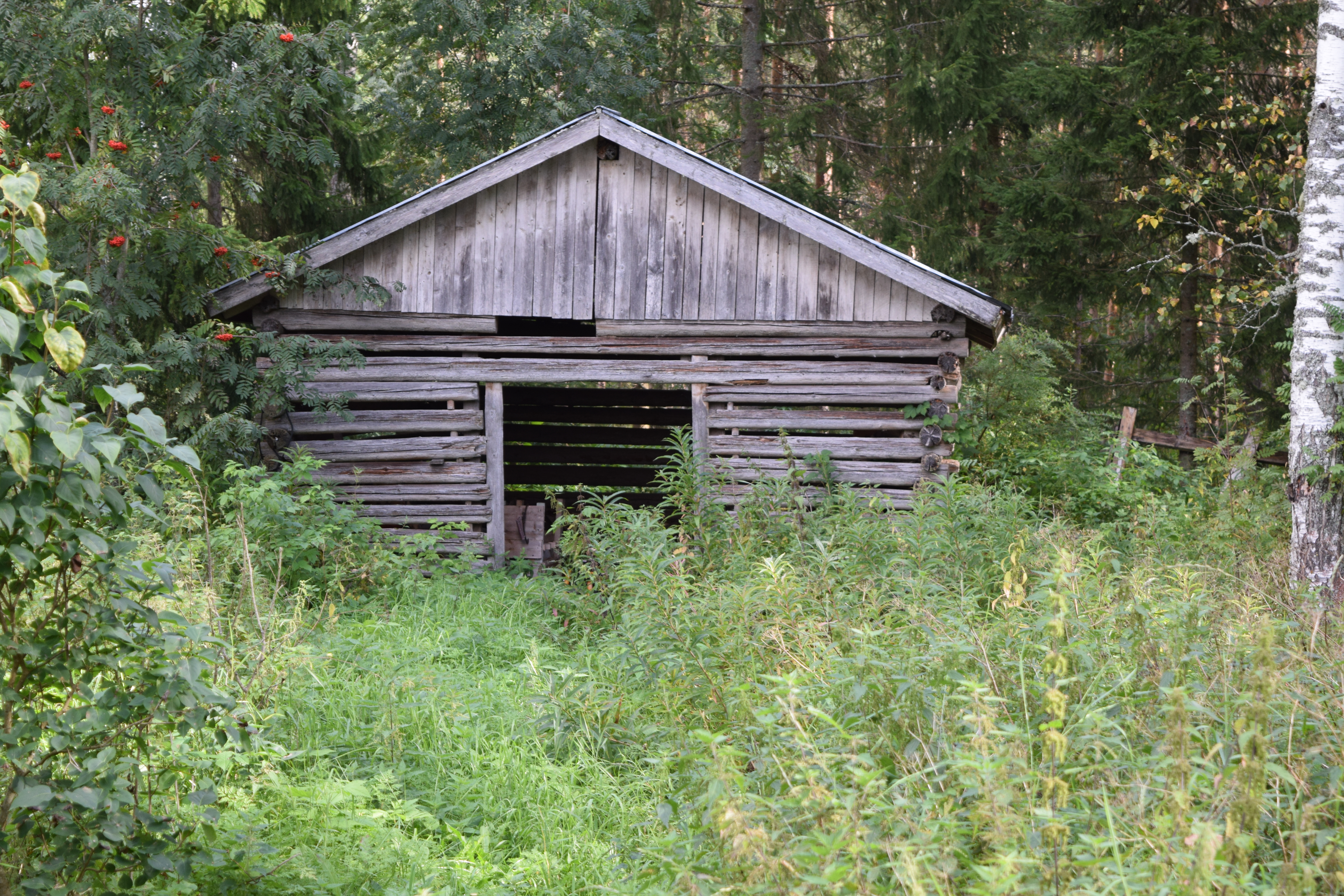
Gammal lada på Grannas
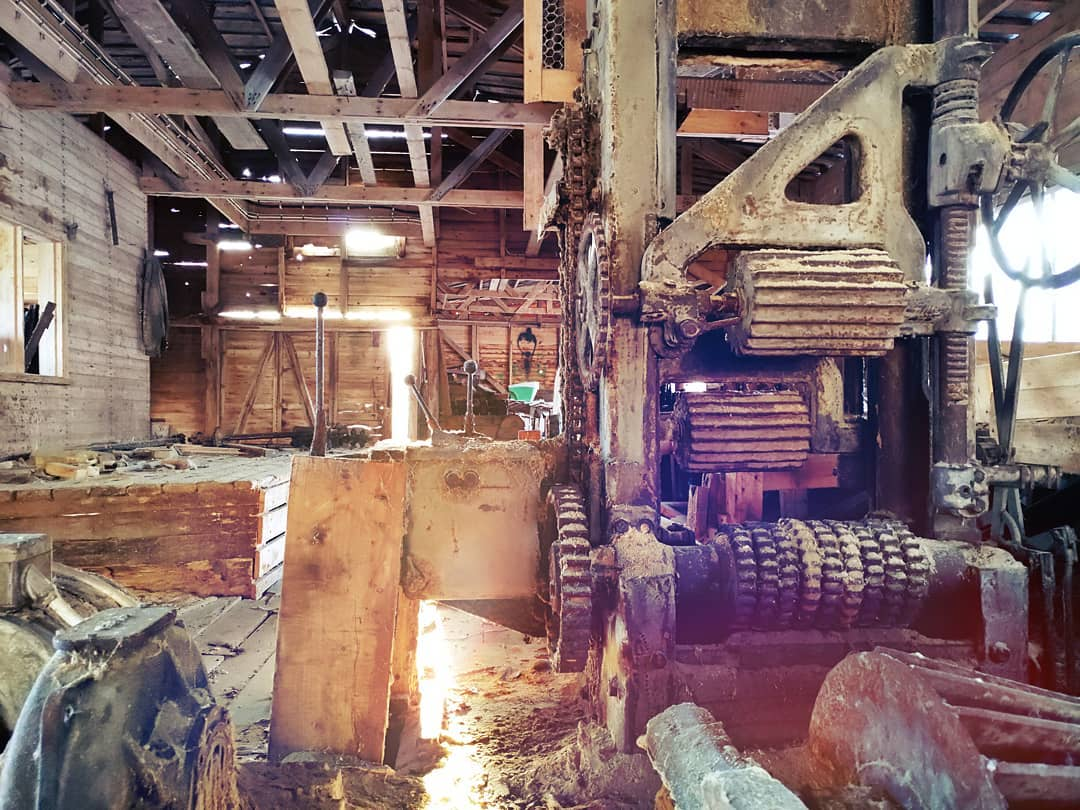
Forséns såg interiör på 1970-talet.